# Parentucellia latifolia
Parentucellia latifolia is een kruidachtige plant uit de bremraapfamilie (Orobanchacea).
De plant komt voor in het hele Middellandse Zeegebied op zandige plaatsen langs de kust.

## Naamgeving enetymologie
- Frans: Eufragie à larges feuilles
- Engels: Southern Red Bartsia
- Italiaans: Perlina rossiccia

- Synoniemen: Euphrasia latifolia L., Bartsia imbricata Lapeyr., Bartsia latifolia (L.) Sm., Bartsia purpurea Duby

De botanische naam Parentucellia is een eerbetoon aan Tommaso Parentucelli (1397-1455), beter bekend als Paus Nicolaas V en stichter van de Vaticaanse Bibliotheek en de Vaticaanse botanische tuin. De soortaanduiding latifolia is afkomstig van het latijnse latifolius (breedbladig).

## Kenmerken
P. latifolia is een kleine, eenjarige, kruidachtige halfparasiet met een 5 tot 20 cm lange, opgerichte, met klierharen bezette en rood aangelopen bloemstengel. De weinige stengelbladeren zijn tegenoverstaand, zittend, ovaal tot handvormig, met grof getande bladranden, bijna even lang als breed.
De bloemen staan in een korte ovale, later uitgerekte aar. Ze zijn purper of zelden wit gekleurd. De kelk is buisvormig, tot een derde van de lengte gedeeld in vier lancetvormige lippen. De kroon is tot 10 mm lang, met twee bijna even lange lippen en twee verdikte, gele uitstulpingen in de keel. De bovenlip is kapvormig, de onderlip voorzien van drie ongelijke, afgeronde, lichter gekleurde lobben. De schutbladen zijn handvormig, korter dan de bloemen.
P. latifolia bloeit van maart tot juni.

## Habitaten verspreiding
P. latifolia komt vooral voor op zandige en grazige locaties aan de kust.
De plant komt voor in het hele Middellandse Zeegebied en zeldzamer langs de kusten van de Atlantische Oceaan, noordelijk tot aan Normandië.
P. viscosa (Kleverige ogentroost) · 
P. latifolia